# Fetyszyzm towarowy
Fetyszyzm towarowy – marksistowska kategoria oznaczająca zredukowanie stosunków międzyludzkich, nawiązanych w procesie społecznego podziału pracy, produkcji i wymiany dóbr, do relacji między towarami.